# Liu Anpai
Liu Anpai (chiń. 劉安排; ur. 12 lutego 1966) – chiński judoka. Olimpijczyk z Seulu 1988, gdzie zajął osiemnaste miejsce w kategorii 95 kg.

## Letnie Igrzyska Olimpijskie 1988
| Konkurencja    | Walki               | Klas. końcowa |
| Konkurencja    | 1/16                | Miejsce       |
| -------------- | ------------------- | ------------- |
| waga półciężka | Theo Meijer (NED) P | XVIII         |